# ACC Distribution
ACC Distribution ist ein IT-Großhandelsunternehmen in Litauen. Es gehört zur ACME-Gruppe. 2011 erzielte die Unternehmensgruppe einen Umsatz von 414,558 Mio. Litas. Das Unternehmen hat 2500 Kunden und 90 Lieferanten.

## Geschichte
1998 wurde Acme kompiuterių komponentai gegründet. 2013 erfolgte die Umfirmierung in ACC Distribution.